# Roata tibetană

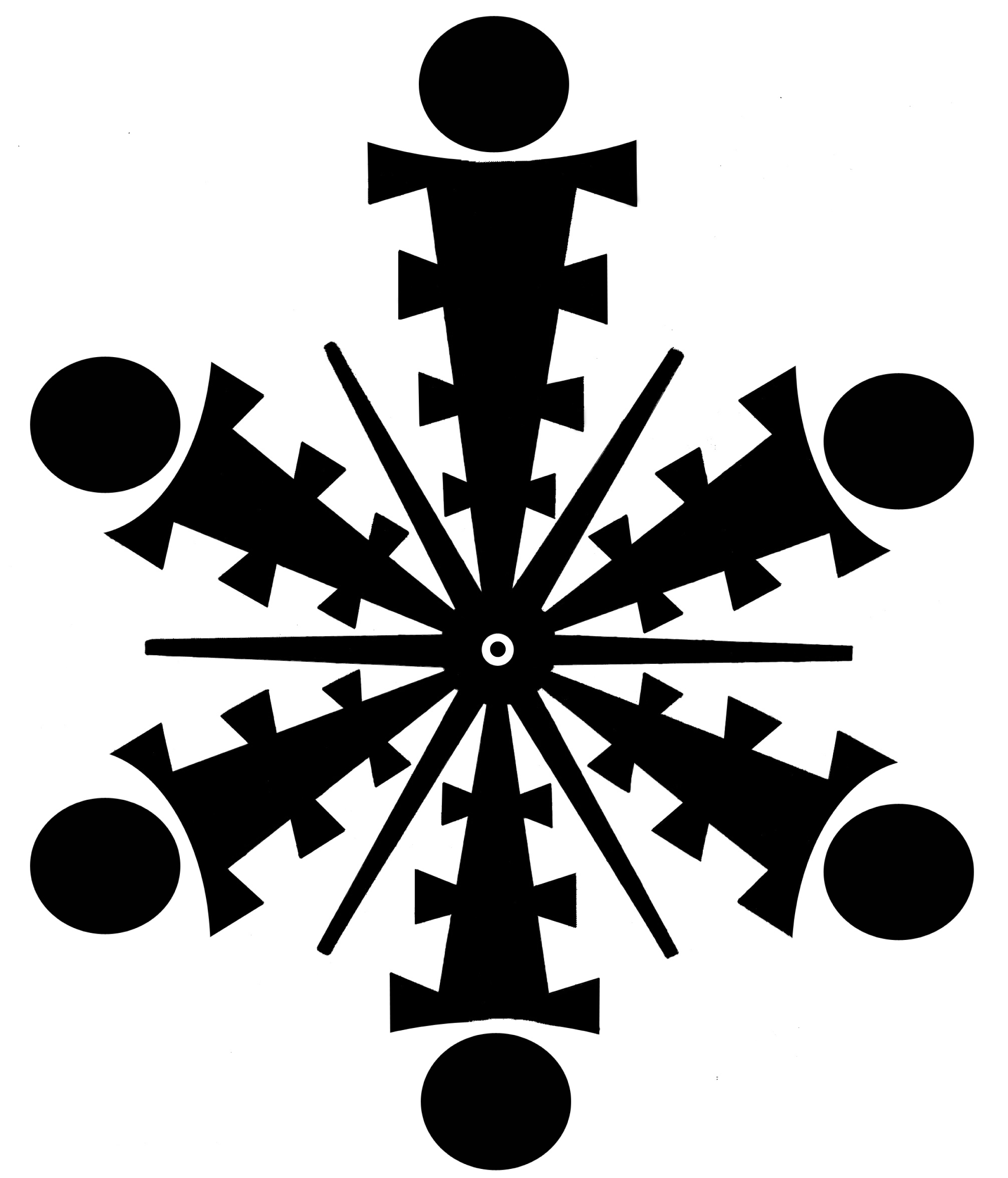
Roata tibetană este o diagramă despre care se pretinde că a fost inventată de călugării lama tibetani şi ar fi fost folosită timp de mai multe secole.

Roata tibetană (în engleză Tibetan eye chart) este o diagramă despre care se pretinde că ar fi fost concepută de călugării tibetani cu mai multe secole în urmă pentru a exersa mușchii ochilor. Potrivit unor autori, ea poate fi utilizată pentru antrenarea mușchilor și a nervilor sistemului optic, corectând problemele de vedere. Cu toate acestea, International Orthoptic Association a afirmat că nu există dovezi științifice ale eficacității acestui tratament.